# Nordic walking

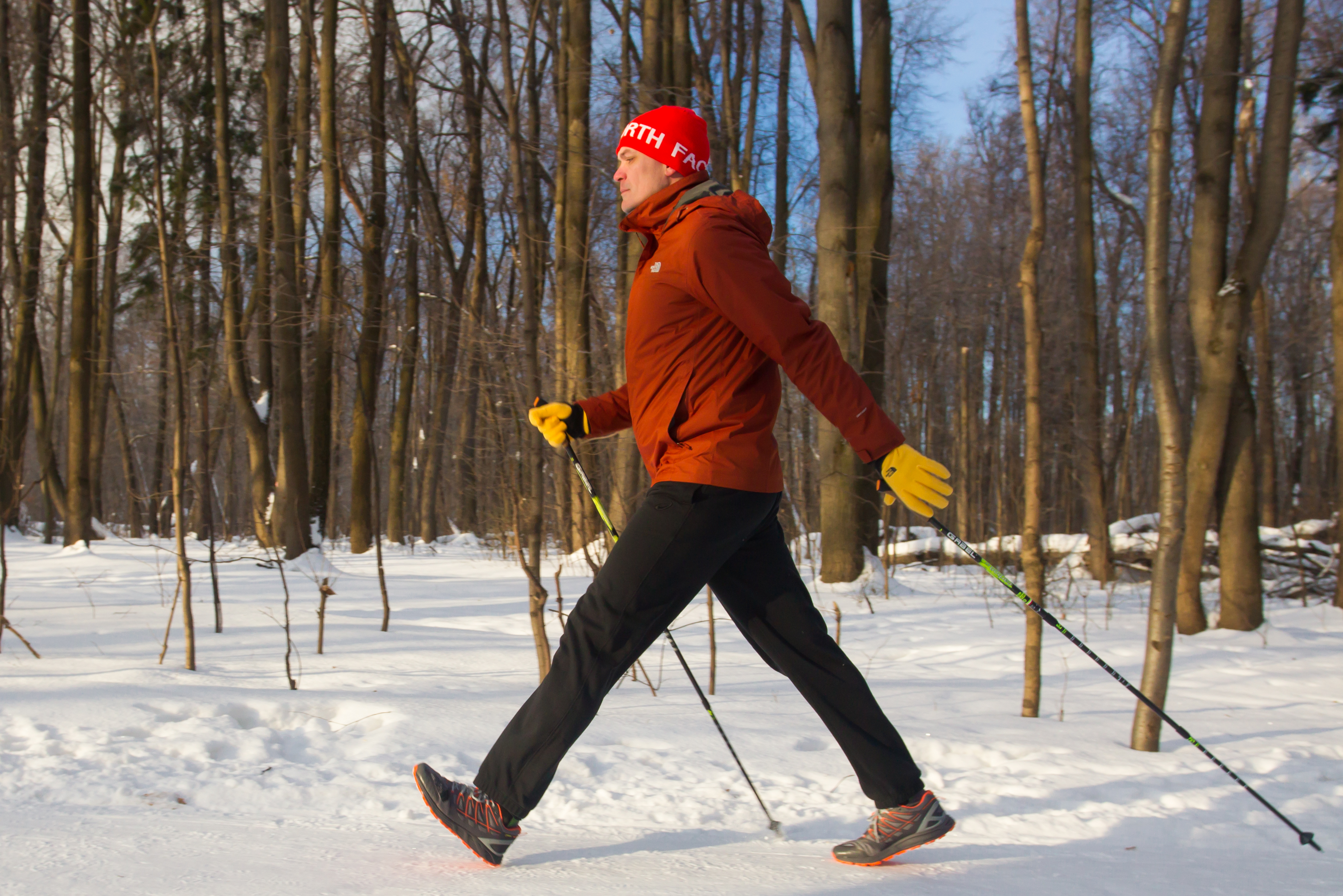
Nordic walking

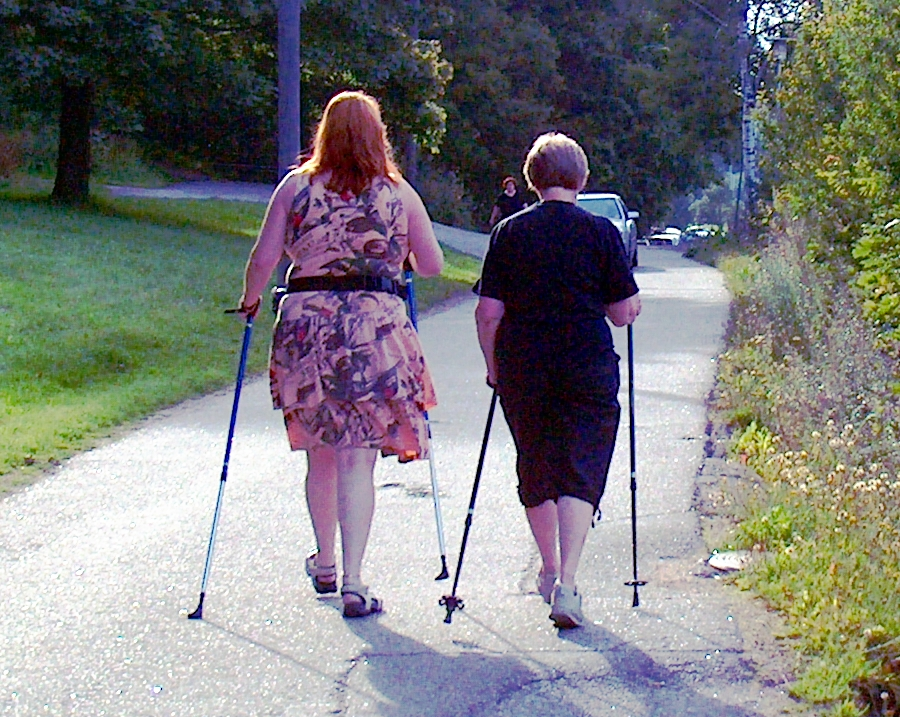
Nordic walking in Helsinki, Finland

Nordic walking is wandelen met aangepaste skistokken, die poles worden genoemd. Het is een (relatief) nieuwe bezigheid in Nederland en België en een hype in Scandinavië en de Verenigde Staten. In Finland, waar nordic walking vandaan komt, zijn er al een miljoen beoefenaars.
Nordic walking is in Finland ontstaan als zomertraining voor langlaufers.
Nordic walkers maken meer gebruik van hun schouders en bovenarmspieren.
Een stok voor nordic walking moet zo lang zijn dat hij recht naar beneden wijst wanneer je hem vastpakt en in elk geval niet hoger is dan een hoek van 90 graden met de elleboog. Een stok moet ongeveer 2,5 cm korter zijn dan een skistok voor dezelfde persoon, omdat die is gemaakt om in de sneeuw te steken.
Een richtlijn voor de juiste lengte van de stok is de lichaamslengte vermenigvuldigen met 0,68.
De pole heeft enkele belangrijke verschillen met de wandelstok:
- De voet (schoen) van de pole is schuin geplaatst (bij de wandelstok recht).
- De handlussen zijn breder en worden met klittenband om de pols bevestigd (bij de wandelstok zijn het vaak gewone smalle lussen).